# James Fargo
James Fargo, né le 14 août 1938 à Republic, Washington, États-Unis, est un réalisateur et producteur américain.

## Biographie
James Fargo a commencé sa carrière dans les années 1970 comme assistant réalisateur, notamment pour deux films de Steven Spielberg et cinq films de Clint Eastwood. Il a ensuite l'opportunité de diriger ce dernier dans deux films, L'inspecteur ne renonce jamais (1976) et Doux, dur et dingue (1978).
À partir des années 1980, sa carrière se poursuit principalement à la télévision, avec la réalisation d'épisodes de séries : Jake Cutter, L'Agence tous risques, Les deux font la paire, Le Chevalier lumière, Rick Hunter, Beverly Hills 90210.

## Filmographie sélective

### Comme assistant réalisateur
- 1971 : Duel de Steven Spielberg
- 1972 : Joe Kidd de John Sturges
- 1973 : L'Homme des Hautes Plaines (High Plains Drifter) de Clint Eastwood
- 1973 : Breezy de Clint Eastwood
- 1974 : Sugarland Express  (The Sugarland Express) de Steven Spielberg
- 1975 : La Sanction (The Eiger Sanction) de Clint Eastwood
- 1976 : Josey Wales hors-la-loi (The Outlaw Josey Wales) de Clint Eastwood

### Comme réalisateur
- 1976 : L'inspecteur ne renonce jamais (The Enforcer)
- 1978 : Caravane (Caravans)
- 1978 : Doux, Dur et Dingue (Every Which Way But Loose)
- 1979 : Le Putsch des mercenaires (Game for Vultures)
- 1982 : L'Exécuteur de Hong Kong (Forced Vengeance)

### Dans la production
- 1975 : Les Dents de la mer (Jaws) de Steven Spielberg : Directeur de production
- 1976 : Josey Wales hors-la-loi (The Outlaw Josey Wales) de Clint Eastwood : Producteur associé